# 东汶河
东汶河，古称汶水、桑泉水，位于中国山东省南部，是沂河右岸支流。东汶河有二源，主源南源称青山河，发源于蒙阴县西部联城镇李家榛子崖村（原属常马乡）西青山北麓，向北流经新泰市汶南镇的盘车沟和柳沟后复入蒙阴县，在常路镇以南的小张台村会北源常路河。两源汇合后东南流经蒙阴县城，岸堤水库，沂南县岸堤镇，马牧池乡，依汶镇，县城界湖街道西郊，张庄镇等地，于大庄镇王家新兴村南注入沂河。全长132公里，流域面积2428平方公里。途纳东高都河、东儒莱河、梓河、岸堤河、戴庄河、马牧池河等支流。